# VIA C3
VIA C3 — сімейство x86-сумісних мікропроцесорів компанії VIA Technologies. У основі процесорів сімейства C3 лежало ядро, розроблене компанією Centaur Technology (придбаною VIA в 1999 році). Процесор використовував Socket 370.
Мікропроцесори сімейства VIA Cyrix III були перейменовані на VIA C3 після переходу на ядро «Samuel 2» (C5B). Єдиним архітектурним поліпшенням в Samuel 2 було додання ексклюзивного кешу другого рівня (64кб) на кристал меншої площі (внаслідок переходу до виготовлення процесора за допомогою 0,15-мікронного техпроцесу). Згодом були випущені нові ревізії ядра під назвою «Ezra» (C5C) та «Ezra-T» (C5N). Ezra та сучасніша версія ядра EZRA-T, вироблялися по 0,13-мікронному техпроцесу, а тому мали кращі характеристики тепловиділення (в процесорі частотою 1 ГГц при номінальній напрузі 1,35 В: порядка 7 Вт — типове, порядка 12 Вт).
Згодом було випущене ядро «Nehemiah» (C5XL). Незмінним залишився роз'єм Socket 370, проте було розширено кеш, додано повношвидкісний блок FPU та підтримка SSE.